# 藤井皓也
藤井 皓也（ふじい こうや、2001年8月29日 - ）は、愛知県出身のプロサッカー選手。Jリーグ・ロアッソ熊本所属。ポジションはミッドフィルダー(MF)。

## 来歴
中京大学在学中の2023年5月、2024年からのロアッソ熊本への加入と2023年の特別指定選手登録が発表された。
2024年3月3日のザスパ群馬戦でリーグデビューを果たした。トップ下や右ウイングで、ドリブルやカットインシュートを武器に主力に定着すると、4月28日の大分トリニータ戦で初ゴールを果たした。その後は怪我もあり出番は限られた。

## 所属クラブ
- アズーリ豊橋SC[2]
- AS.ラランジャ豊川U-15[2]
- 静岡学園高校[2]
- 中京大学
  - 2023年5月 - 11月 ロアッソ熊本（特別指定選手）
- 2024年 -  ロアッソ熊本

## 個人成績
| 国内大会個人成績 | 国内大会個人成績 | 国内大会個人成績 | 国内大会個人成績 | 国内大会個人成績 | 国内大会個人成績 | 国内大会個人成績 | 国内大会個人成績 | 国内大会個人成績 | 国内大会個人成績 | 国内大会個人成績 | 国内大会個人成績 |
| 年度             | クラブ           | 背番号           | リーグ           | リーグ戦         | リーグ戦         | リーグ杯         | リーグ杯         | オープン杯       | オープン杯       | 期間通算         | 期間通算         |
| 年度             | クラブ           | 背番号           | リーグ           | 出場             | 得点             | 出場             | 得点             | 出場             | 得点             | 出場             | 得点             |
| 日本             | 日本             | 日本             | 日本             | リーグ戦         | リーグ戦         | リーグ杯         | リーグ杯         | 天皇杯           | 天皇杯           | 期間通算         | 期間通算         |
| ---------------- | ---------------- | ---------------- | ---------------- | ---------------- | ---------------- | ---------------- | ---------------- | ---------------- | ---------------- | ---------------- | ---------------- |
| 2022             | 中京大           | 7                | 他               | -                | -                | -                | -                | 1                | 0                | 1                | 0                |
| 2024             | 熊本             | 17               | J2               | 16               | 2                | 2                | 0                | 1                | 1                | 19               | 3                |
| 2025             | 熊本             | 17               | J2               |                  |                  |                  |                  |                  |                  |                  |                  |
| 通算             | 日本             | 日本             | J2               | 16               | 2                | 2                | 0                | 1                | 1                | 19               | 3                |
| 通算             | 日本             | 日本             | 他               | -                | -                | -                | -                | 1                | 0                | 1                | 0                |
| 総通算           | 総通算           | 総通算           | 総通算           | 16               | 2                | 2                | 0                | 2                | 1                | 20               | 3                |

- 2023年は特別指定選手 （出場無し）

出場歴
- Jリーグ初出場：2024年3月3日 J2第2節 ザスパ群馬戦（えがお健康スタジアム）
- Jリーグ初得点：2024年4月28日 J2第12節 大分トリニータ戦（えがお健康スタジアム）